# 254 f.Kr.

## Händelser

### Efter plats

#### Romerska republiken
- En romersk armé, ledd av konsulerna Gnaeus Cornelius Scipio Asina och Aulus Atilius Caiatinus, intar staden Panormus på Sicilien.
- Romarna förlorar kontrollen över den sicilienska staden Agrigentum till karthagerna.

## Födda
- Titus Macchius Plautus, romersk pjäsförfattare, som anses ha lagt grunden till den moderna komedin (död 184 f.Kr.)